# اسپرس درختی (سرده)
اسپرس درختی، لاتی (نام علمی: Taverniera) نام یک سرده از زیرخانواده باقالی‌ها است.